# Efter åndernes bud
Efter åndernes bud er en amerikansk stumfilm fra 1920 af Victor Schertzinger.

## Medvirkende
- Mabel Normand som Mayme Ladd / Rosa Alvaro
- Doris Pawn som Gwen Applebaum
- Tully Marshall som Percy Peacock
- Hugh Thompson som Dr. Maynard Drew
- Eugenie Besserer som Madame Yvette O'Donnell
- Buster Trow som Jim
- Adolphe Menjou